# Rand Club
Le Rand Club est le plus ancien club privé de Johannesbourg, en Afrique du Sud, fondé en octobre 1887. 

## Histoire
Le club fut fondé un an seulement après la création de la ville de Johannesbourg. Dans ce qui n'était encore à l'époque qu'une ville de tentes en plein essor, peuplée de chercheurs d’or, la nécessité d’un tel établissement fut ressentie car il n'y avait pas d’infrastructure de la sorte, et aucun lieu approprié pour recevoir les visiteurs importants et les riches pionniers. On raconte que Cecil Rhodes, marchant le long du tout nouveau Marshall's township avec le Dr Hans Sauer, le premier chirurgien de district de la République du Transvaal, s'est arrêté à l’intersection de ce que sont aujourd’hui Commissioner Street et Loveday Street, et qu'il proclama que « cet endroit fera l’affaire pour un club. »
Les premiers membres, qui en sont devenus les membres fondateurs, reçurent deux parcelles à titre de contribution volontaire et en achetèrent deux autres afin de s’assurer que le futur bâtiment offre des installations spacieuses. La construction du premier club-house commença rapidement avec l’érection d’une simple structure de plain-pied, abritant un bar, une salle de billard, quatre salles de conférence et des bureaux pour le président et le secrétaire. Cette structure se révéla vite inadéquate et fut démolie pour faire place à un bâtiment victorien à deux étages, alors considéré comme le plus beau de Johannesbourg, avec des vérandas à colonnades, des treillis, des fenêtres françaises et des piliers corinthiens. En 1902, le Club s’est avéré de nouveau insuffisant et fut remplacé par l'actuel et troisième clubhouse. Le plan de ce dernier clubhouse fut dessiné en 1902 et sa construction terminée en 1904, sur la conception par les architectes Leck & Emley,.
Le club et ses membres ont joué un rôle important et ont occupé des positions éminentes dans l’histoire de l’Afrique du Sud. Des magnats de l’exploitation minière, les randlords, tels que Sir Jilius Jeppe, Sir Hermann Eckstein et Sir Lionel Phillips ont contribué à faire du Witwatersrand le plus grand gisement aurifère du monde. Ses membres parrainèrent aussi la construction de la Johannesburg Art Gallery et lui firent d'importants dons d’œuvres d’art. L’associé de Cecil Rhodes, le Dr Leander Starr Jameson, et ses amis comploteurs du Comité de réforme du Transvaal ont fomenté le renversement du gouvernement du Transvaal dans le bar principal du club. Le club a été l’une des cibles des mineurs en grève pendant la révolte du Rand de 1922 et se barricada pendant les troubles.

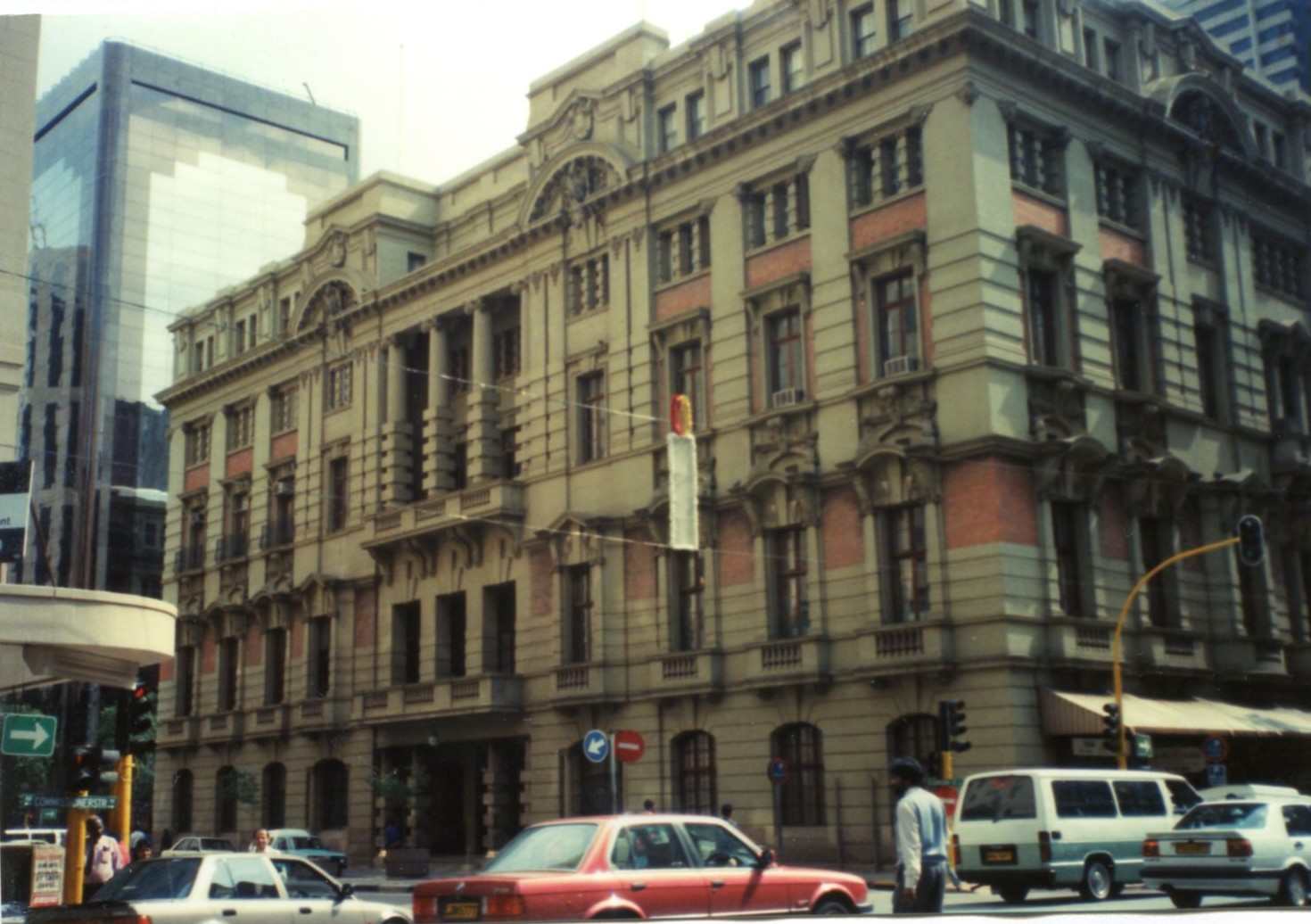
Le Rand Club en 2014

## Le clubhouse

### Architecture intérieure
Le clubhouse actuel fut achevé en 1904 sous la direction des architectes William Leck et Frank Emley dans un style néo-baroque édouardien. On dit qu’Emley s’est inspiré de l’église du Sacré-Cœur de Michel-Ange à Florence et du Reform Club de Londres. La façade avant du bâtiment possède un rez-de-chaussée de style bugnato et est orné de portiques et de piliers doriques. Une caractéristique notable est l’incorporation spécifique de deux bancs en bois demi-lune flanquant les portes d’entrée, comme en 1904 il était déjà une tradition établie pour certains membres de s’asseoir à l’avant et d’observer les passants dans la rue.

### Collection d'art
L’œuvre la plus importante du club, un Pietro Annigoni de la reine Élisabeth II, a été détruite par un incendie en juin 2005. Les intérieurs du club sont ornés de sculptures et de peintures de certains des artistes sud-africains les plus importants, passés et actuels.

### Bibliothèque
La bibliothèque principale de Buckland abrite plus de 10 000 volumes, dont certains présentent un intérêt historique et scientifique de premier ordre. Le club est reconnu comme l’une des collections privées les plus importantes d’Afrique, avec quelques volumes datant du XIXe siècle. Outre des livres sur l’Afrique, le club est un véritable trésor dans les domaines de l’histoire et les biographies des notables de la ville de Johannesbourg. Avec un certain nombre de ses membres étant des auteurs, la bibliothèque dispose d’une section d’œuvres de Sir Lionel Phillips et Anthony Akerman, entre autres.

### Résidence royale
Le club a été utilisé deux fois comme résidence officielle par des membres de la famille royale britannique. Une fois lors de leur visite officielle en Afrique du Sud dans les années 1920, et l'autre en 1930.

## Gouvernance du club

### Réunions générales et Comité
La gouvernance du club réunit les membres en assemblée générale. Une assemblée générale annuelle se tient traditionnellement le 20 novembre, et des réunions supplémentaires sont organisées au besoin. Les membres élisent habituellement un comité général, chargé de surveiller les fonctions et la gestion quotidiennes.

### Clubs internes
Le Rand Club compte divers clubs en son sein, dont les plus remarquables sont le Club de chasse, de tir et de pêche, le Business Club, l’Association historique, le Théâtre & Cinéma Club et le groupe de réflexion des jeunes membres. Chacun de ces clubs organise ses propres événements, dîners et célébrations.

## Romans
- John Buchan, The Gap in the Curtain, Ulwencreutz Media,  (ISBN 978-1-304-96981-1).